# Піски (Юргамиський район)
Піски́ (рос. Пески) — село у складі Юргамиського району Курганської області, Росія. Адміністративний центр Пісківської сільської ради.
Населення — 275 осіб (2010, 427 у 2002).